# Beckholmen

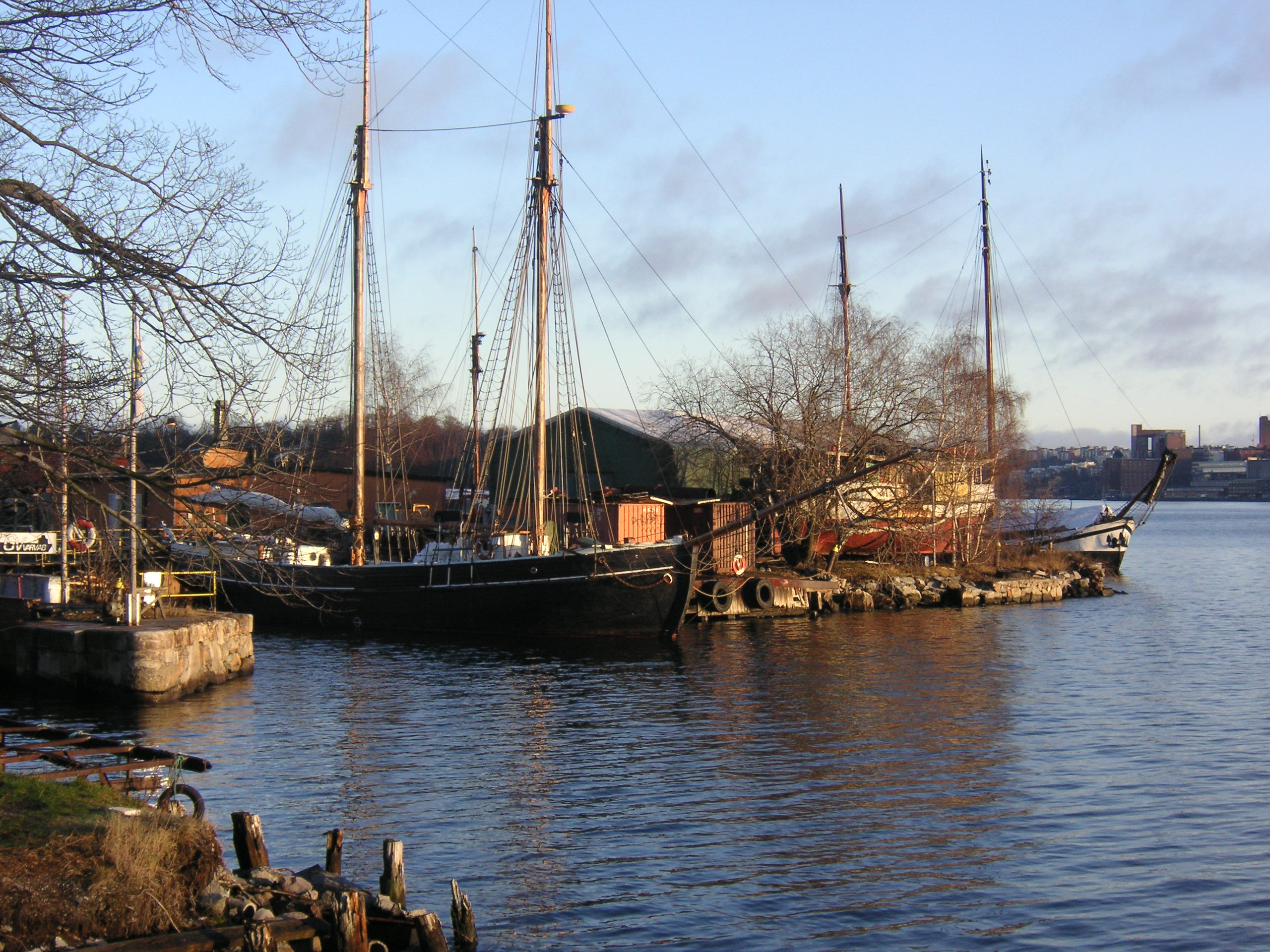
Beckholmen in 2007

Beckholmen ( Zweeds voor "Pekeiland" ) is een eiland in centraal Stockholm, onmiddellijk ten zuiden van het schiereiland Djurgården.

## Geschiedenis
In het jaar 1631 verkreeg Albert Schmidt een vergunning voor de fabricage van pek op dit eiland. In die tijd had dit eiland in de havengeul van Stockholm nog geen vaste verbinding en heette het Biskopsholmen (bisschopseiland). De plaats voor een pek- en houtteerfabricatie was om veiligheidsredenen gekozen omdat de verwerking een groot brandrisico heeft. Deze activiteiten bleven er tot in de 19e eeuw.
Op 27 maart 1647 schonk koningin Christina Beckholme, inclusief de industrie aan de stad Stockholm. Pek en teer waren belangrijke stoffen voor het afdichten en impregneren van (houten) scheepsrompen. De scheepswerf Djurgårdsvarvet lag er net tegenover. In 1723 brandden heel wat gebouwen af. De brand was ontstaan door gensters van een grote vuurhaard op Södermalm, twee kilometer verder. In 1724 werd alles terug opgebouwd.
De nood aan havendokken in het midden van de 19e eeuw leidde ertoe dat op Beckholmen twee droogdokken werden gebouwd. Tevens werd de brug Beckholmsbron geconstrueerd.
Van 1918 tot 1969 was Beckholmen een marinebasis. In 1920 werd een bijkomend, 200 m lang droogdok bijgebouwd, genaamd "Gustav V", naar de Zweedse koning. Het is ook hier dat de Vasa na haar lichting haar eerste reiniging bekwam. Tot 1984 werden hier ijsbrekers onderhouden.
Gans het gebied is een uniek maritiem industrielandschap dat deel uitmaakt van het Ekoparken.